# Markus Rooth
Markus Rooth (22 de dezembro de 2001) é um decatleta norueguês. 
Campeão europeu sub-23 em 2023, aos 22 anos ele foi campeão olímpico do decatlo nos Jogos Olímpicos de Paris 2024, com a marca de 8796 pontos. Ele é o segundo norueguês a conquistar a medalha de ouro olímpica nesta modalidade, após Helge Løvland em Antuérpia 1920.